# Austin F. Pike
Austin F. Pike (Hebron, 1819. október 16. – Franklin, 1886. október 8.) az Amerikai Egyesült Államok szenátora (New Hampshire, 1883–1886).